# FCC 2
O Fiat Car Concepté, referido pela sigla FCC 2, é um buggy movido a 93 baterias de íon lítio totalmente desenvolvido no Brasil. Possui um motor elétrico de 59 kW, ou exatos 80,2 cv de potência, automia de cerca de 100 km e atinge velocidades em torno de 90 km/h, tudo a partir de uma carga de 8 horas em 200v. Foi um dos destaques da Fiat no Salão do Automóvel de 2008.
Possui Sistema Adventure Locker (melhora a tração), Câmbio Dualogic e propulsão elétrica.
Relativamente curto, com apenas 3,25 m de comprimento e 2,16 m de entreeixos, o veículo leva duas pessoas e é impulsionado por e um torque de 220 Nm.